# Mistrzostwa Europy w Lekkoatletyce 1969 – bieg na 100 m mężczyzn

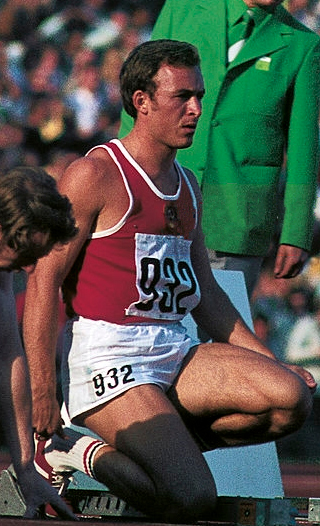
Wałerij Borzow

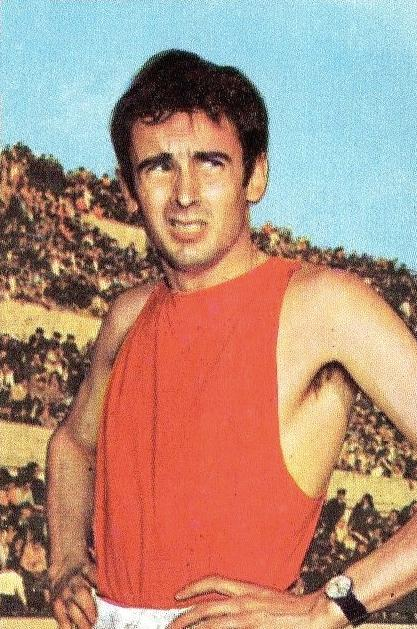
Philippe Clerc

Bieg na dystansie 100 metrów mężczyzn był jedną z konkurencji rozgrywanych podczas IX Mistrzostw Europy w Atenach. Biegi eliminacyjne i półfinałowe zostały rozegrane 16 września, a bieg finałowy 17 września 1969 roku. Zwycięzcą tej konkurencji został reprezentant Związku Radzieckiego Wałerij Borzow. W rywalizacji wzięło udział dwudziestu ośmiu zawodników z szesnastu reprezentacji.

## Rekordy
| Rekord świata     | Jim Hines (USA)  | 9,9   | Meksyk, Meksyk     | 14.10.1968 |
| Rekord Europy     | Armin Hary (FRG) | 10,0  | Zurych, Szwajcaria | 21.06.1960 |
| Rekord mistrzostw | Armin Hary (DEU) | 10,35 | Sztokholm, Szwecja | 20.08.1958 |

## Wyniki

### Eliminacje
Bieg 1
| Miejsce | Zawodnik                | Czas | Uwagi |
| ------- | ----------------------- | ---- | ----- |
| 1       | Wałerij Borzow          | 10,7 | Q     |
| 2       | Hansruedi Wiedmer       | 10,8 | Q     |
| 3       | Hans-Jürgen Bombach     | 10,8 | Q     |
| 4       | Ron Jones               | 10,9 | Q     |
| 5       | Ivica Karasi            | 11,0 |       |
| 6       | Wasilis Papajeorgopulos | 11,0 |       |
| 7       | Godwin Zammit           | 11,8 |       |

Bieg 2
| Miejsce | Zawodnik       | Czas | Uwagi |
| ------- | -------------- | ---- | ----- |
| 1       | Hermann Burde  | 10,7 | Q     |
| 2       | René Metz      | 10,8 | Q     |
| 3       | Barrie Kelly   | 10,8 | Q     |
| 4       | Ossi Karttunen | 10,8 | Q     |
| 5       | Tadeusz Cuch   | 10,9 |       |
| 6       | Ladislav Kříž  | 11,0 |       |
| 7       | Paul Poels     | 11,0 |       |

Bieg 3
| Miejsce | Zawodnik          | Czas | Uwagi |
| ------- | ----------------- | ---- | ----- |
| 1       | Alain Sarteur     | 10,6 | Q     |
| 2       | Peter Haase       | 10,7 | Q     |
| 3       | Luděk Bohman      | 10,8 | Q     |
| 4       | Władisław Sapieja | 10,8 | Q     |
| 5       | Don Halliday      | 10,8 |       |
| 6       | Orhan Aydın       | 11,0 |       |

Bieg 4
| Miejsce | Zawodnik            | Czas | Uwagi |
| ------- | ------------------- | ---- | ----- |
| 1       | Philippe Clerc      | 10,7 | Q     |
| 2       | Zenon Nowosz        | 10,7 | Q     |
| 3       | Gérard Fenouil      | 10,8 | Q     |
| 4       | Aleksandr Lebiediew | 10,8 | Q     |
| 5       | Dionýz Szögedi      | 10,9 |       |
| 6       | Axel Nepraunik      | 10,9 |       |
| 7       | Ole Bernt Skarstein | 11,0 |       |
| 8       | Anders Faager       | 12,4 |       |

### Półfinały
Półfinał 1
| Miejsce | Zawodnik            | Czas | Uwagi |
| ------- | ------------------- | ---- | ----- |
| 1       | Philippe Clerc      | 10,5 | Q     |
| 2       | Wałerij Borzow      | 10,5 | Q     |
| 3       | René Metz           | 10,5 | Q     |
| 4       | Peter Haase         | 10,6 | Q     |
| 5       | Luděk Bohman        | 10,6 |       |
| 6       | Hans-Jürgen Bombach | 10,7 |       |
| 7       | Ossi Karttunen      | 10,7 |       |
| 8       | Ron Jones           | 10,8 |       |

Półfinał 2
| Miejsce | Zawodnik            | Czas | Uwagi |
| ------- | ------------------- | ---- | ----- |
| 1       | Alain Sarteur       | 10,6 | Q     |
| 2       | Hermann Burde       | 10,6 | Q     |
| 3       | Gérard Fenouil      | 10,6 | Q     |
| 4       | Barrie Kelly        | 10,6 | Q     |
| 5       | Zenon Nowosz        | 10,6 |       |
| 6       | Hansruedi Wiedmer   | 10,7 |       |
| 7       | Aleksandr Lebiediew | 10,8 |       |
| 8       | Władisław Sapieja   | 10,8 |       |

### Finał
| Miejsce | Zawodnik       | Czas  |
| ------- | -------------- | ----- |
| 1       | Wałerij Borzow | 10,49 |
| 2       | Alain Sarteur  | 10,50 |
| 3       | Philippe Clerc | 10,56 |
| 4       | Gérard Fenouil | 10,71 |
| 5       | Hermann Burde  | 10,72 |
| 6       | Barrie Kelly   | 10,77 |
| 7       | Peter Haase    | 10,84 |
| –       | René Metz      | DNS   |